# Jacques Briard
Jacques Briard (geboren am 7. November 1933 in Saint-Malo; gestorben am 14. Juni 2002 in Chantepie) war ein französischer Prähistoriker und Directeur de recherche am Centre national de la recherche scientifique (CNRS).

## Leben

### Studium
Jacques Briard, Sohn eines Lehrers, begann 1950 ein Studium der Naturwissenschaften an der Universität Rennes. Hier lernte er Jean L’Helgouach (1933–2000) und Yves Coppens kennen, mit denen gemeinsam er bei dem naturwissenschaftlich orientierten Prähistoriker und Archäologen Pierre-Roland Giot (1919–2002) studierte. Ab 1953 wurde er zunächst Lehrer in Fougères, dann in Rennes. 1954 schloss er sein Studium mit exzellenten Ergebnissen ab. im Oktober 1955 wurde er mit 22 Jahren als Archäologe am 1944 von Pierre-Roland Giot gegründeten Laboratoire d’Anthropologie préhistorique, einer Einrichtung des Centre national de la recherche scientifique, angestellt. Bereits 1959 machte er mit seiner – vielfach neu aufgelegten – Publikation L’Âge du bronze und seinem Beitrag im 1962 erschienenen Band La Bretagne. Préhistoire et Protohistoire auf sich aufmerksam. Unterbrochen wurde seine akademische Karriere zunächst vom Algerienkrieg, an dem er von 1959 bis 1961 teilnahm und für seinen Einsatz mit dem Croix de la Valeur militaire ausgezeichnet wurde. 1965 erschien seine von Pierre-Roland Giot betreute Dissertation Les dépôts bretons et l’Âge du Bronze atlantique – für die Zeit ein Meilenstein bezüglich der Kenntnis der Bronzezeit Westeuropas. Grundlage waren kombinierte typologische und spektrometrische Analysen der Bronzegegenstände.

### Wirken
Sein Forschungsschwerpunkt blieb die Bretagne, gleichwohl er auch in größeren Zusammenhängen forschte und sich insbesondere dem Phänomen der Bronzezeit, überhaupt der Einführung der Metallurgie – auch der Eisenzeit – in Europa widmete. Sein Interesse blieb dabei nicht auf Europa begrenzt. So forschte er zu Großsteinbauten in Korea, zu den Torques der Karen in Thailand. 1986 trat er die Nachfolge von Pierre-Roland Giot in der Leitung des Laboratoire d’Anthropologie préhistorique an. Ab 1992 war er Directeur de recherche am CNRS, bis er 1998 in den Ruhestand trat. Der von ihm 1982 gegründeten Abteilung Préhistoire et Archéologie am Institut Culturel de Bretagne stand er bis 2001 vor.
Jacques Briard hat zahlreiche Ausgrabungen durchgeführt und in über 420 wissenschaftlichen Beiträgen seine Forschungsergebnisse publiziert, darunter viele umfassende Monographien. Als Sohn einer Lehrerfamilie legte er Wert darauf, sein Wissen einem größeren Publikum verfügbar zu machen, was sich in Führern zu einzelnen Monumenten oder bestimmten Gebieten, aber auch in allgemeinverständlichen Darstellungen kulturhistorischer Zusammenhänge manifestierte. Keramik, Megalithen, Gräber, Steinkreise waren beherrschende Themen. Die nachwachsenden Generationen der Prähistoriker führte er als Dozent für Geschichte und Kunstgeschichte an den Universitäten Rennes 1, Rennes 2 und Nantes in Fach und Methodologie ein.

## Publikationen (Auswahl)
- L’Âge du bronze (= Que sais-je ? Band 835). Presses Universitaires des France, Paris 1959 (Neuauflagen 1964, 1972, 1980).
- Les dépôts bretons et l’Âge du Bronze atlantique (= Travaux du laboratoire d’anthropologie préhistorique de la Faculté des sciences de Rennes.). s. n., Rennes 1966.
- L’Âge du bronze en Europe barbare. Des mégalithes aux Celtes (= Collection archéologie, horizons neufs. 3). Éditions des Hespérides, Toulouse 1976, ISBN 2-85588-004-1.
- Les tumulus d’Armorique (= L’Âge du bronze en France. 3). Picard, Paris 1984, ISBN 2-7084-0106-8.
- L’Âge du bronze en Europe 2000–800 av. J.-C. Errance, Paris 1985, ISBN 2-903442-10-X.
- Mythes et symboles de l’Europe préceltique. Les religions de l’âge du bronze (2500–800 av. J.-C.). Errance, Paris 1987, ISBN 2-903442-39-8.
- als Herausgeber: Mégalithes de Haute-Bretagne. Les monuments de la forêt de Brocéliande et du Ploërmelais (= Documents d’Archéologie Française. 23). Éditions de la Maison des Sciences de l’Homme, Paris 1989, ISBN 2-7351-0336-6.
- als Herausgeber: Le guide des Musées de Bretagne. Côtes d’Armor, Finistère, Ille et Vilaine, Loire-Atlantique, Morbihan. Horvath, Lyon 1994, ISBN 2-7171-0839-4.
- Les Mégalithes de l’Europe atlantique. Architecture et art funéraire. (5000–2000 avant J.-C.). Errance, Paris 1995, ISBN 2-87772-109-4.
- La Préhistoire de l’Europe. Des origines à l’Âge du Fer (= Collection Bien connaître. 3). Gisserot, Paris 1995, ISBN 2-87747-204-3.
- Les Mégalithes, Esoterisme et Réalité (= Collection Mieux connaître. 23). Gisserot, Paris 1997, ISBN 2-87747-260-4.
- Les cercles de pierres préhistoriques en Europe. Errance, Paris 2000, ISBN 2-87772-193-0.